# DTV
Pour les articles homonymes, voir DTV (homonymie).
DTV, sigle de Décision TV(en arabe: قناة القرار), parfois appelée DTV Algérie  (en arabe :دي تي في الجزائرية), est une chaîne de télévision généraliste privée algérienne basée à Oran, lancée le 28 mars 2015. Son propriétaire est Mourad Mechai,,.
Elle est aussi la chaîne mère de DTV Cinéma, une chaîne thématique consacrée au cinéma et diffusée exclusivement via le service YahLive.
La chaîne a pour objectif de médiatiser davantage les villes de l'Oranie et diffuser toute information relative à cette région de l'ouest algérien.

## Historique
La naissance de DTV est célébrée le 29 mai 2015 à l'hôtel Le Méridien d'Oran, en plein Festival du film arabe. Elle a été créée par Mourad Mechai, un homme de médias qui a travaillé auparavant à la Radio algérienne, dans la chaîne El Watan DZ en tant que directeur de production et dans la chaîne El Makam TV en tant que directeur général.
Le 18 juin 2015, elle remplace la chaîne Libya Mcmds sur Nilesat, comme première chaîne de télévision privée lancée à l'ouest algérien.
Au départ, la chaîne ne diffusait que des images d'Oran et de ses environs, mais avec le temps elle s'est construite une grille complète.
DTV a bloqué sa diffusion sur le satellite Nilesat pour plusieurs semaines, avant de reprendre le 15 juillet 2016.
En août 2016, DTV annonce son nouveau projet, DTV Box, qui sera réalisé en jumelage avec des partenaires jordaniens et chinois.

## Identité visuelle

### Slogans
- « Imtāa’ wa Ibdā’ » (en arabe : « إمتاع و إبداع »?,  signifiant « divertissement et créativité »)
- « Awwal qanāt khāṣṣa bil gharb al-jazā’ri » (en arabe : « أوّل قناة خاصّة بالغرب الجزائري »?,  signifiant « première chaîne dédiée à l'Ouest algérien »)

### Logos

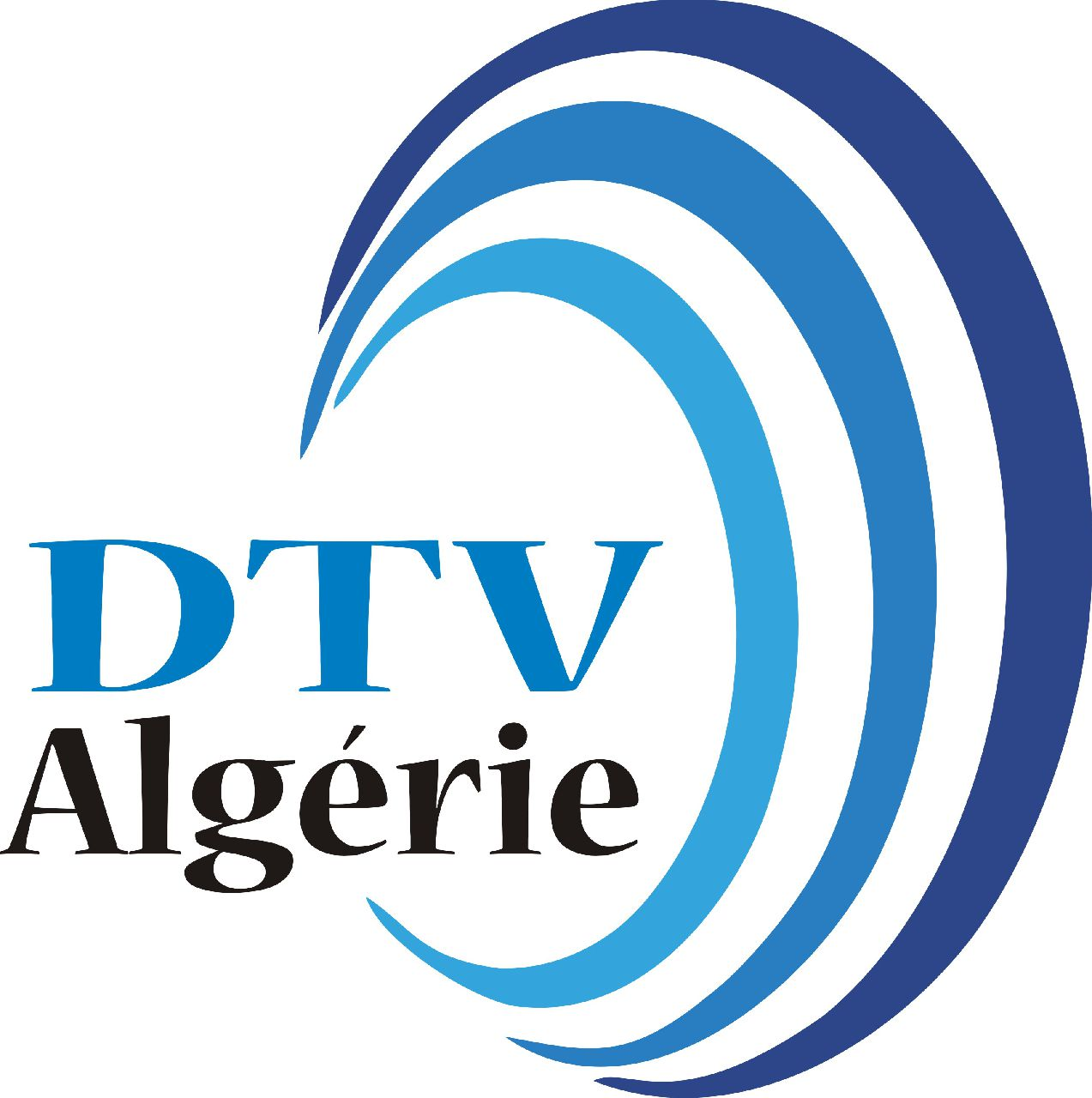
Logo de DTV Algérie de mars 2015 à juillet 2016.
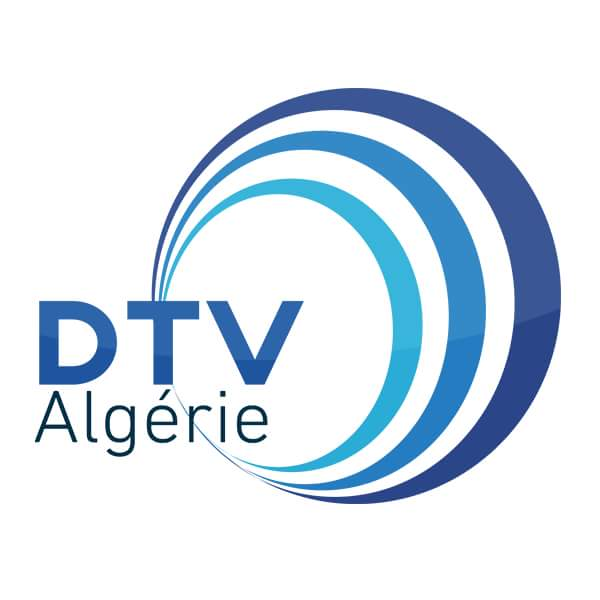
Logo de DTV Algérie de juillet 2016 à septembre 2016.
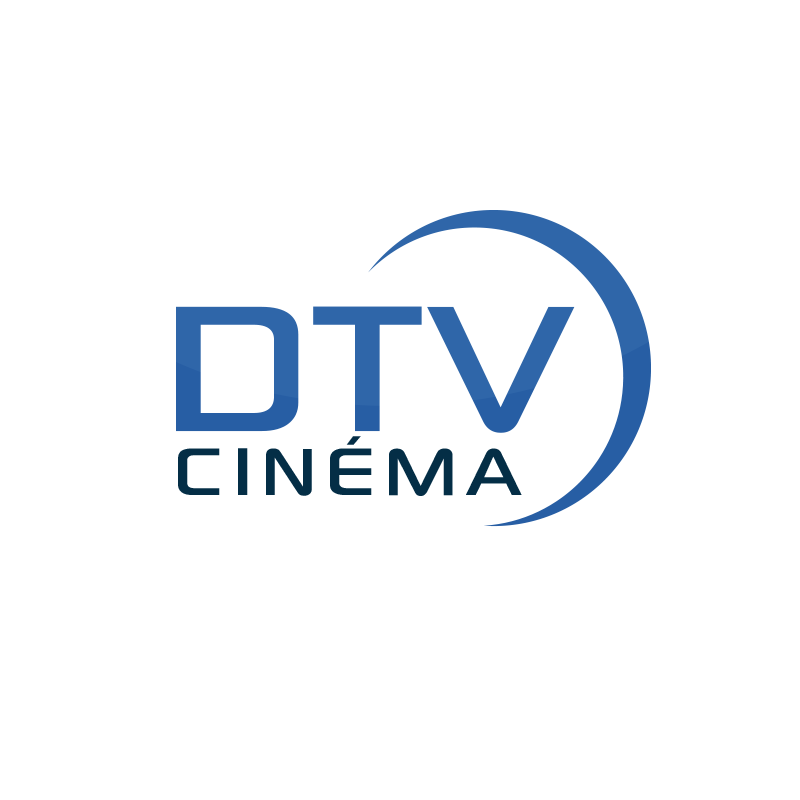
Logo de DTV Cinéma depuis septembre 2016.

## Organisation

### Dirigeants
La chaîne est la propriété de Mourad Mechai.

### Siège
Le siège de DTV est situé dans le centre-ville d'Oran, en Algérie.
Elle a également des bureaux locaux aux villes de Mostaganem, Relizane, Aïn Témouchent, Tlemcen et Mascara.

## Programmes

### Émissions de télévision
- Bīnātna
- Shabāb al-Khīr
- Dihya Show
- DTV Reportage
- Dzair Map
- Edduniah Wennās
- In Even With Yassmina
- Injāzāt
- Istishārāt
- Khiffah Ma’a Aḥmad al-Bāyiḍ
- Marḥba Bīkoum Fī Wehrān
- Min Adhākira
- Nashrat al-Akhbār
- Nesmet Wehrān
- Taḥarīyāt
- Wesh Rāh Ydur
- Yaḥla Ṣṣīf Fī Blādi

### Feuilletons et séries télévisées
- Blood
- Bridal Mask
- City Hunter
- Descendants of the Sun
- Dream High 2
- Eşkıya Dünyaya Hükümdar Olmaz
- Hello My Teacher
- Hey Ghost, Let's Fight
- Intelligence
- Iris II
- Kara Para Aşk
- Kehribar
- Kurtlar Vadisi
- Legends of Tomorrow
- Prison Break

### Animes japonais
- Bleach
- Code Geass
- Death Note
- Détective Conan
- Dragon Ball Z
- Hokuto no Ken: Ichigo Aji
- Hunter × Hunter
- My Hero Academia
- Naruto
- Dragon Ball Super
- Tobaku Mokushiroku Kaiji

### Films
DTV diffuse deux films par jour, le premier à 21 h (AST) et le deuxième à 23 h (AST) :
- Alex Cross
- Ant-Man
- L'Attaque des Titans
- Avengers : L'Ère d'Ultron
- Best Seller
- Barbie
- Die Hard 4 : Retour en enfer
- Don 2
- Don: The Chase Begins Again
- Dragon Ball Z : La Résurrection de ‘F’
- Évasion
- Fan
- Les Gardiens de la Galaxie
- G.I. Joe : Le Réveil du Cobra
- Hello Ghost
- Hunter × Hunter
- Jack Reacher
- Johnny English
- Johnny English, le retour
- Kung Fu Nanny
- Lupin III
- One Piece : Z
- Poltergeist
- Robin des Bois
- Star Trek
- Star Trek Into Darkness
- The Monkey King 2
- White House Down

## Diffusion
DTV est diffusée exclusivement par satellite, en définition standard (SD) et en clair selon les données techniques suivantes, :
| Satellite                | Arabsat Badr 5 | Nilesat      | Yahsat 1A                                    |
| Position orbitale        | 26° est        | 8° ouest     | 52.5° est                                    |
| Standard de transmission | DVB-S MPEG-2   | DVB-S MPEG-2 | DVB-S2 8PSK                                  |
| Chaînes diffusées        | DTV Algérie    | DTV Algérie  | DTV Algérie DTV One DTV 27 DTV 31 DTV Cinéma |
| Fréquence                | 12 303         | 12 728       | 12 130                                       |
| Polarisation             | Horizontale    | Horizontale  | Horizontale                                  |
| Symbol Ratio             | 27 500         | 27 500       | 27 500                                       |
| FEC                      | 3/4            | 5/6          | 2/3                                          |